# Bretten (Alemanha)
Bretten é uma cidade da Alemanha, no distrito de Karlsruhe, na região administrativa de Karlsruhe, estado de Baden-Württemberg.

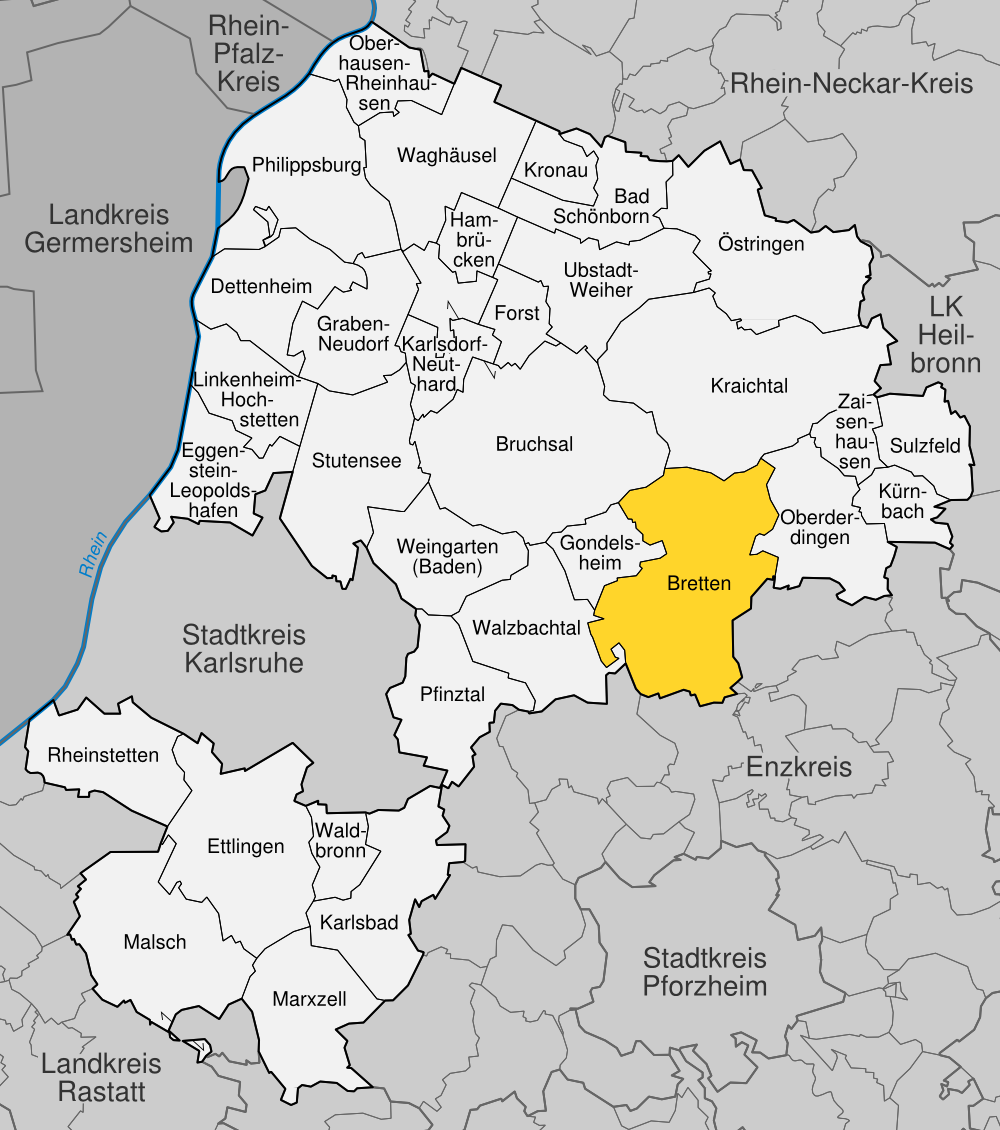
Bretten no distrito de Karlsruhe